# Agathon Léonard
Pour les articles homonymes, voir Léonard.
Léonard Agathon Van Weydeveldt dit Agathon Léonard, né le 28 août 1841 à Lille et mort le 12 novembre 1923 à Paris (14e arrondissement), est un sculpteur d'origine belge naturalisé français.

## Biographie
Après ses études d'art à l'Académie des beaux-arts de Lille, puis à l'École des beaux-arts de Paris, Agathon Léonard s'installe durablement à Paris où après avoir exposé au Salon de 1868, il adhère à la Société des artistes français en 1887, puis à la Société nationale des beaux-arts en 1897.
Très impliqué dans le courant du style Art nouveau, il expose de nombreuses pièces (médaillons, statuettes de bronze et céramiques) finement travaillées, notamment lors de l'Exposition universelle de 1900 à Paris où il présente le célèbre surtout du Jeu de l’écharpe en biscuit de porcelaine de Sèvres. Pour ce dernier, il recevra une médaille d'or.
Il pratique aussi le marbre, et travaille le quartz et l’ivoire. Ses œuvres sont principalement centrées autour de la figure humaine, surtout féminine.
En 1901, il est nommé Rosati d'honneur.

## Distinction
Agathon Léonard est nommé chevalier de l'ordre national de la Légion d'honneur par décret du 16 août 1900.

## Œuvres

### Surtout duJeu de l'Echarpe
Ce surtout est une commande de la Manufacture de Sèvres datant de 1898, alors qu'elle souhaite renouveler sa production et s'adapter aux goûts de ses contemporains. C'est Alexandre Sandier qui choisit le sujet. Il est composé de quinze figures féminines, alliant le goût 1900 avec des influences néo-grecques, et notamment avec une référence aux Tanagras. Ces figures présentent toutes des attitudes différentes, mais sont toutes reliées à la danse et à la musique. Elles rappellent aussi les danses de Loïe Fuller et Isadora Duncan, deux pionnières de la danse moderne. Néanmoins, l'inspiration est principalement antique : pour preuve, les figures portent une robe plissée aux manches évasées qui évoque les tuniques antiques.
Deux versions d'étude en haut-relief, exposées au Petit Palais, rappellent des scènes de bas-reliefs antiques puisque les figures sont collées à un fond. Les traits expressionnistes dans la terre montrent une recherche de mouvement, avec la création de courbes et contre-courbes très étudiées typiques de l'esthétique Art Nouveau. C'est en 1897 que Léonard Agathon présente dix reliefs en terre au Salon de la Société Nationale des Beaux-Arts qui étaient à l'origine produits pour un projet de décor de foyer d'opéra, n'ayant jamais vu le jour. C'est à ce moment que Sandier, impressionné, décide de lui passer commande.

## Collections publiques

### Au Danemark
- Copenhague, Ny Carlsberg Glyptotek : 
  - Vision de Faust, 1886, marbre ;

### En France
- Abbeville, Musée Boucher de Perthes : 
  - Sainte-Cécile, bronze, bas-relief, XIXe siècle
- Beauvais, Musée départemental de l'Oise : 
  - Portrait de Léon Gerardin, 1887, médaille
- Lille, palais des beaux-arts : 
  - Sainte Cécile, 1888, bas-relief, bronze ;
  - Le Scapulaire, 1895, buste, marbre ;
  - Le Vœu, 1896, bronze ;
  - La Paysanne, 1899, biscuit de Sèvres polychrome ;

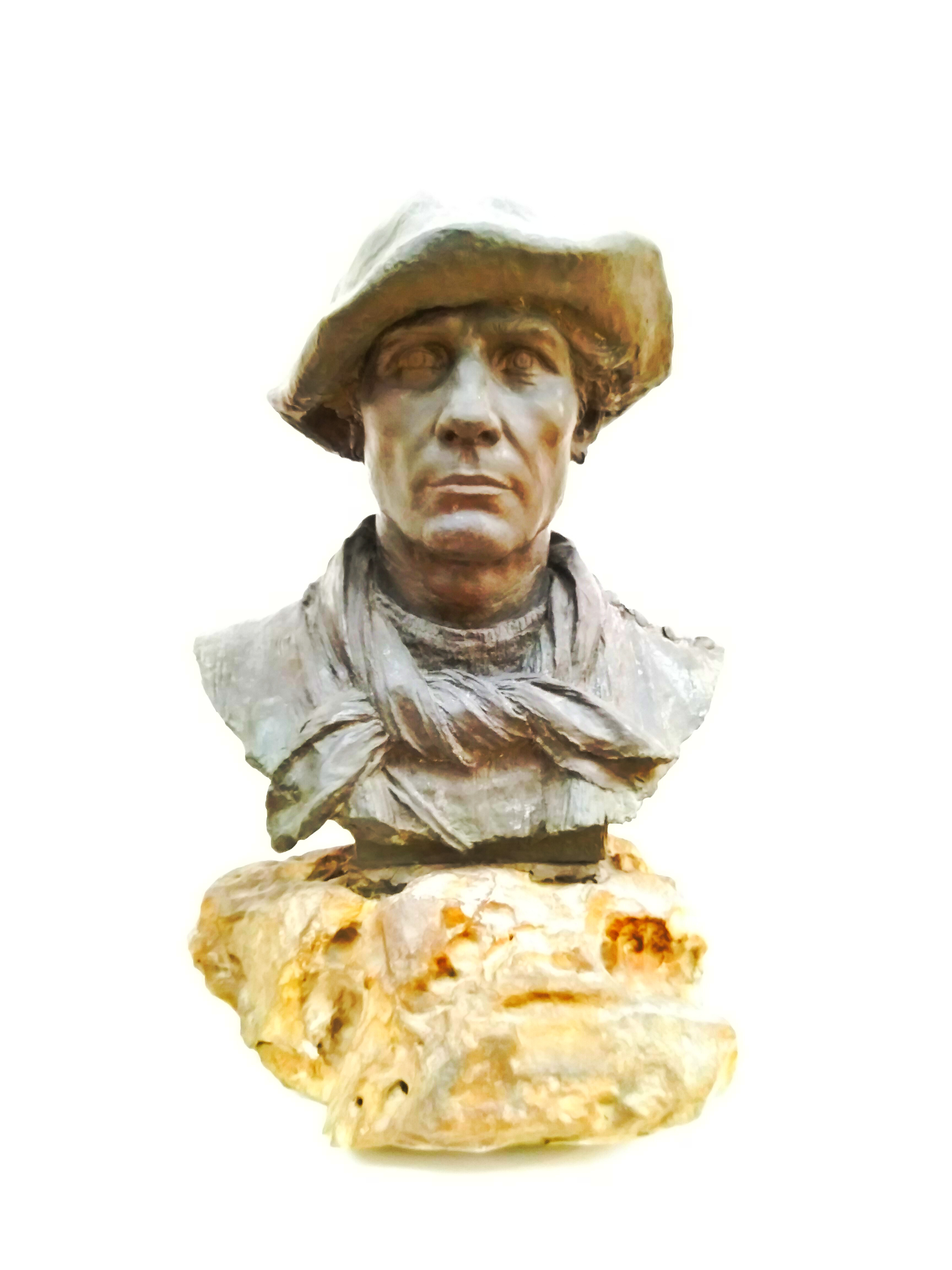
Le pilleur d'épaves, 1907, bronze, Nantes, musée des beaux-arts.

- Mehun-sur-Yèvres, Musée du Château Charles VII : 
  - Porteuse de flambeaux, 1909, biscuit de Sèvres (d'après Agathon Léonard), surtout de table
- Nantes, Musée des beaux-arts :
  - La peinture, 1891, plâtre ;
  - Le pilleur d'épaves, 1907, buste, bronze ;
- Paris, Petit Palais, Musée des Beaux-Arts de la Ville de Paris : 
  - Etudes pour le surtout du « Jeu de l’Echarpe » : Danseuse à l'écharpe vue de dos et Danseuse à l'écharpe vue de face, 1897, terre cuite[7] ;
- Reims, Musée des Beaux-Arts : 
  - Danseuse à la marguerite, v. 1900, bronze, d'après le surtout de table "Le Jeu de l'écharpe"
- Roubaix, La Piscine, Musée d'Art et d'Industrie : 
  - Danseuse chantant, 1907, biscuit de Sèvres ;
  - Danseuse à l’écharpe, pied gauche levé, 1898, biscuit de Sèvres[8] ;
- Sèvres, Manufacture de Sèvres : 
  - Statuette du surtout à l'écharpe, biscuit de Sèvres.

## Expositions
- « Agathon Léonard, le geste Art Nouveau », La Piscine, musée d'Art et d'Industrie, Roubaix, 2003.

## Galerie

Œuvres d'Agathon Léonard
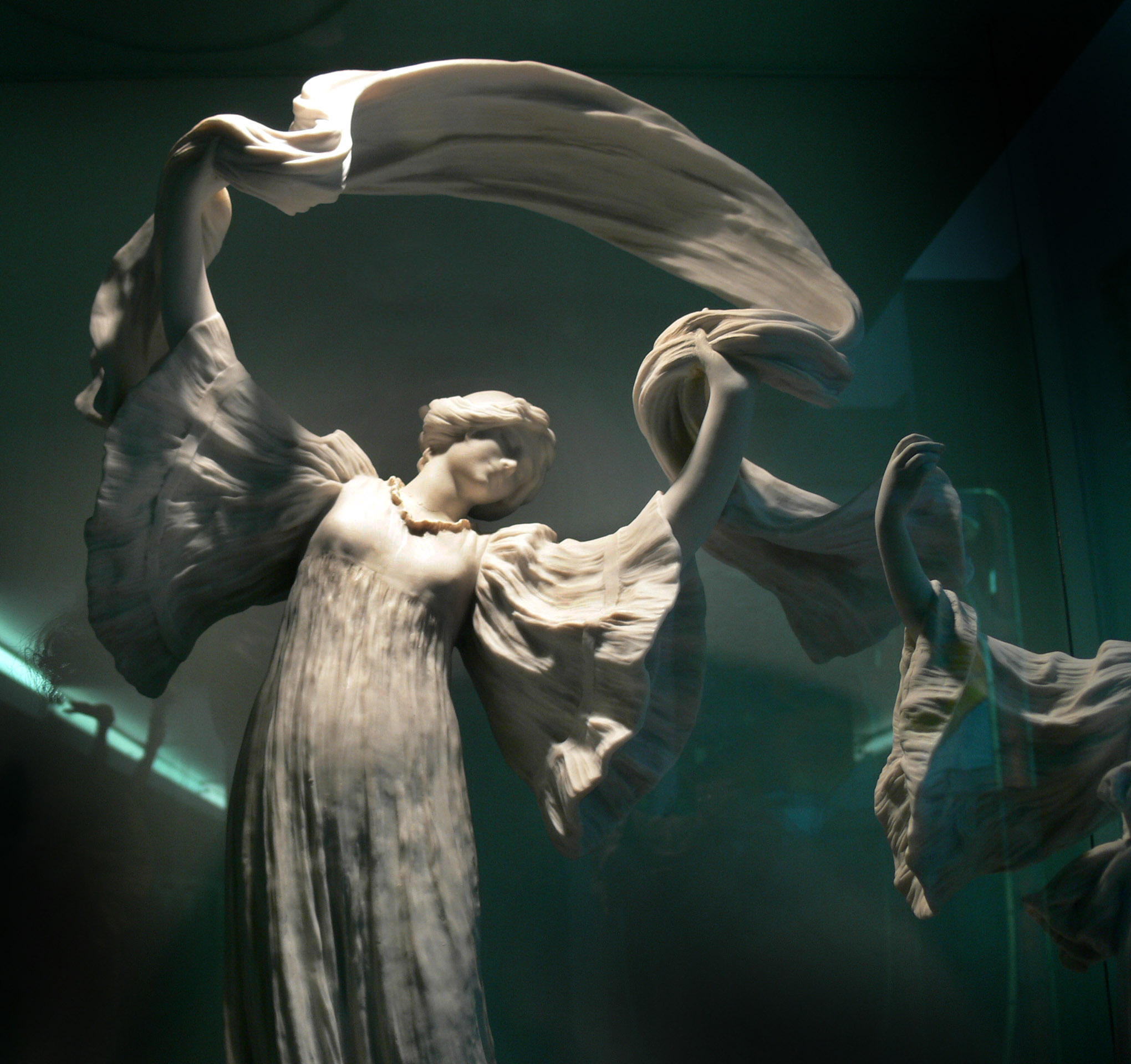
Danseuse à l’écharpe, pied gauche levé (détail), 1898, biscuit de Sèvres, musée de La Piscine à Roubaix. Le thème de la danseuse à l’écharpe a été un sujet de variations pour Agathon Léonard.
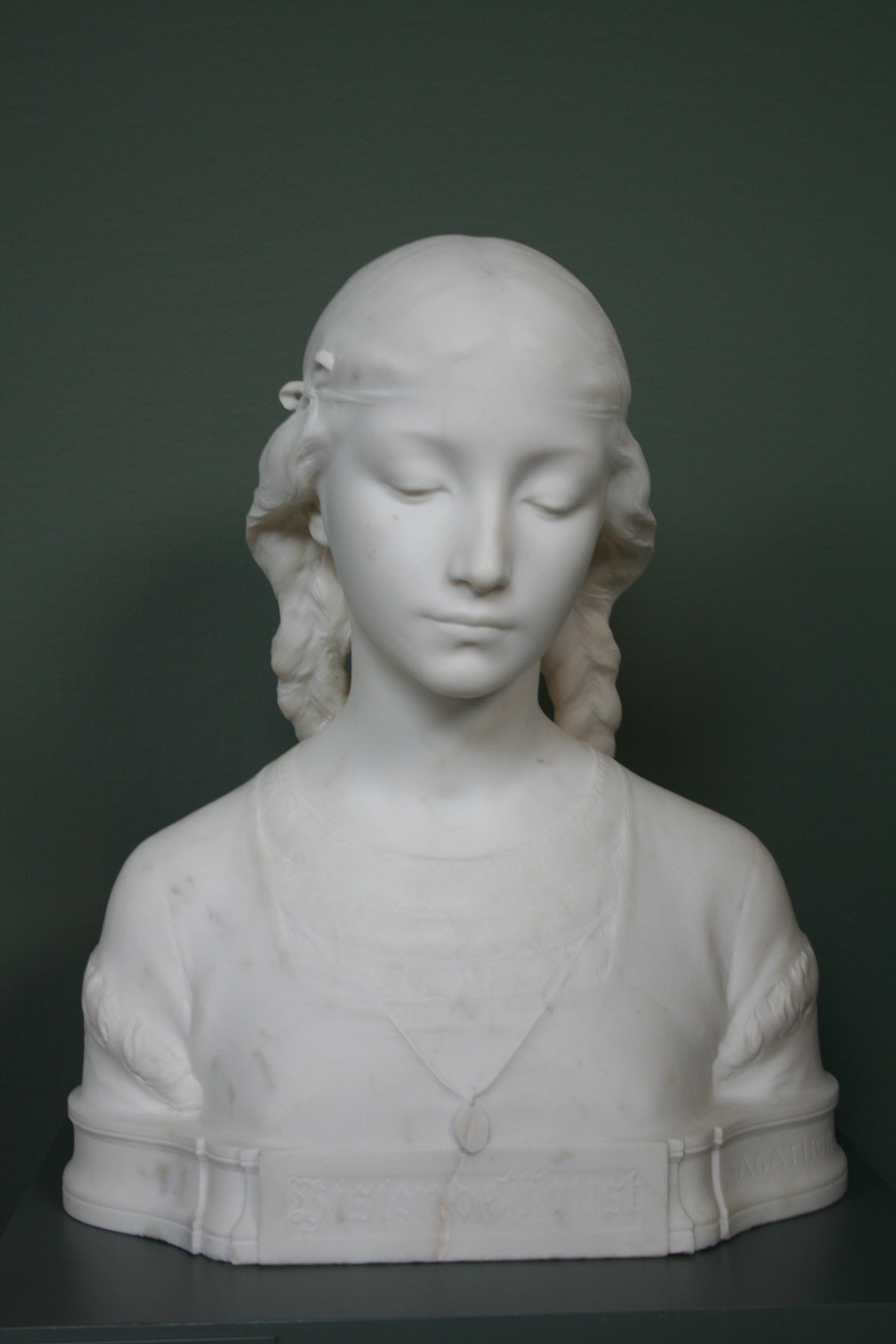
Vision de Faust, 1886, Ny Carlsberg Glyptotek de Copenhague.
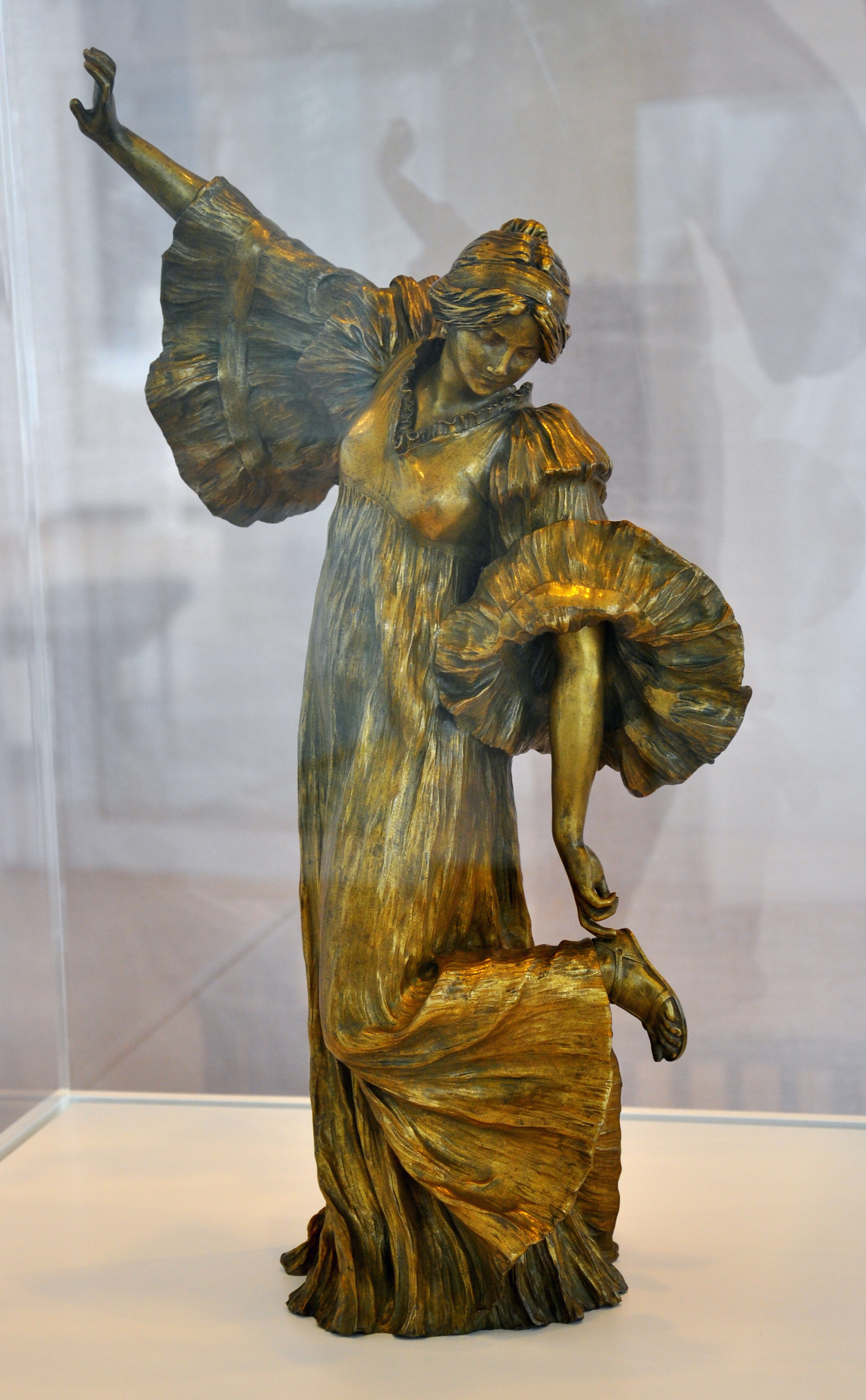
Danseuse, bronze, musée des arts appliqués, Francfort.
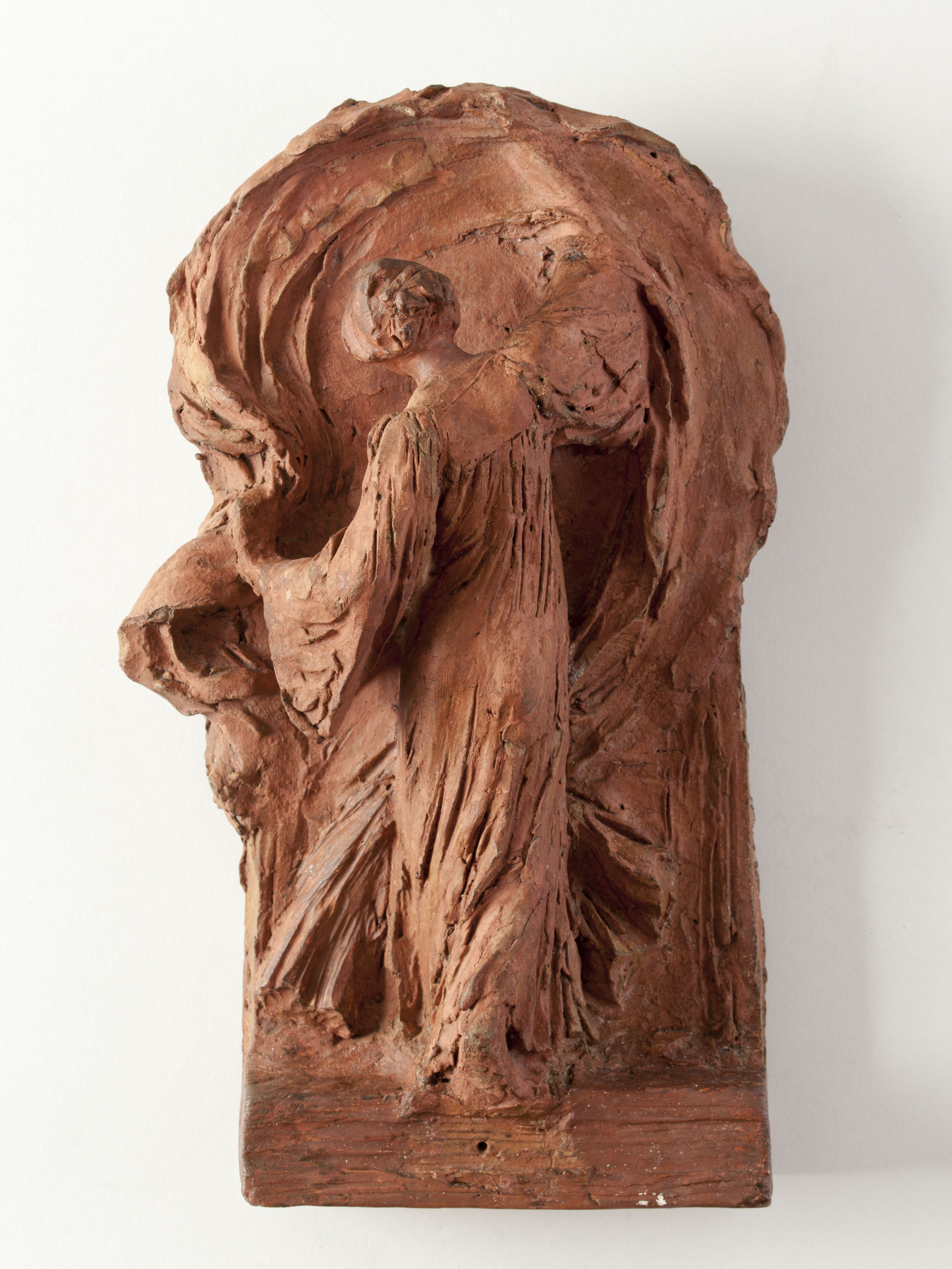
Etude pour le surtout du "Jeu de l'Echarpe", 1897, terre cuite, Petit Palais, Paris